# キヨタ県
キヨタ県（スペイン語：Provincia de Quillota）は、チリの中央部にあるバルパライソ州 (V) の8つの県のうちの1つである。県都はキヨタ市（人口75,916人）。

## 政治
県であるキヨタは、第二級行政区画であり、大統領によって任命される知事が政治を行っている。

### コムーナ
県では、各自治体の市長と議会により政治が行われる、5つのコムーナ（スペイン語：comunas）から構成される。
- キヨタ - 県都
- ラ・カレーラ
- ノガーレス
- イフエラス
- ラ・クルス

## 歴史
2010年3月11日、リマーチェとオルムエーのコムーナは、20,368条の法（2009年8月25日署名）の基、マルガ・マルガ県に移動した。

## 地理と人口動態
県は内陸部にある。以下は、2002年の国勢調査による。
- 面積：1,113.1㎡（430平方マイル、イースター島を除き州内最小）
- 人口：175,917人（州内3位）
  - 男性：86,620人
  - 女性：89,297人
  - 都市的地域：151,366人
  - 地方：24,551人